# 公职选举法 (韩国)
公职选举法（韓語：공직선거법）于1994年3月16日依照大韩民国第4739号法律制定并以《公职选举和选举不正防止法》的名义颁布实施，该法整合了现行的《总统选举法》、《国會议員选举法》、《地方議會议员选举法》和《地方自治團體議長选举法》等四项选举相关法律。2005年8月4日，经第21次部分修订，更名为《公职选举法》。制定该法是为了确保宪法和地方自治法所规定的选举是通过人民的自由意志和民主程序进行，并防止与选举有关的舞弊行为，以促进民主政治的发展。

## 相关案件
2004年3月，韩国总统卢武铉被指控违反该法而被国会弹劾，成为韩宪政史上第一位被弹劾的总统。5月，宪法法院裁定卢武铉违反该法，但不足以罢免，宣布驳回弹劾案，卢武铉即刻复职。
2024年11月，韩国共同民主党党首李在明因涉嫌违反该法一审获刑一年，缓期两年执行。2025年3月26日，首尔高等法院二审推翻一审判决，改判李在明无罪，令他可以保住參選下屆總統的資格。 2025年5月1日，韩国大法院推翻二审判决，发回二审法院首尔高等法院重审。